# Monte Castiglioni
Monte Castiglioni è un rilievo dei Monti Reatini che si trova nel Lazio, nella provincia di Rieti, tra il comune di Poggio Bustone e quello di Leonessa.